# گورسکی کتر
گورسکی کتر (کرواتی:Gorski kotar، تلفظ [ɡǒrski: kôta:r]؛ انگلیسی: Mountain District) منطقه کوهستانی در کرواسی بین کارلوواک و رییکا است. ۶۳٪ از سطح آن جنگلی است که در میان مردم به ریه سبز کرواسی معروف است. از این منطقه جاده ئی۶۵ اروپا عبور می‌کند، که به بوداپست و زاگرب متصل می‌شود.

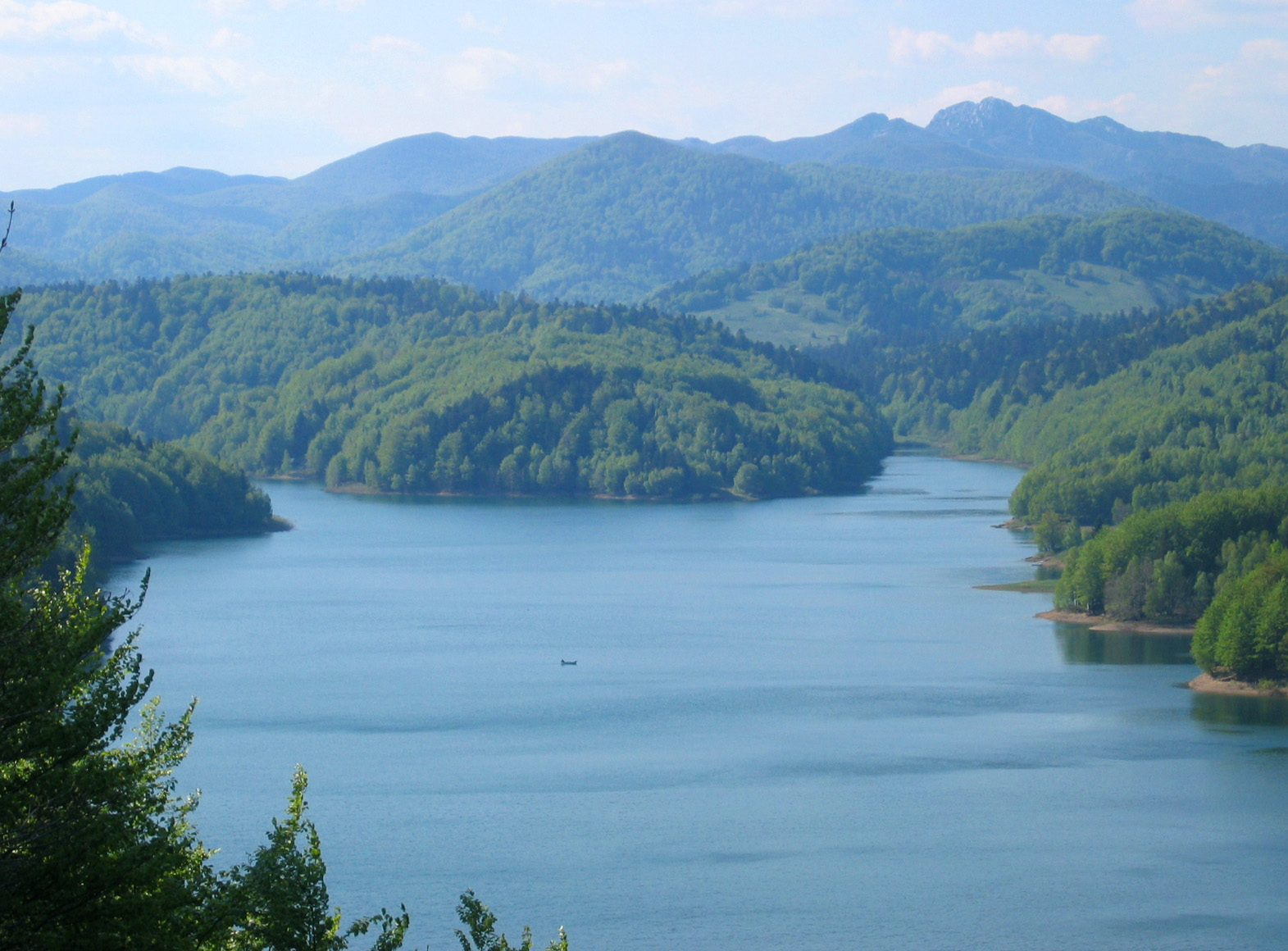
دریاچه لکو در گورسکی کتر.